# Animal Armageddon
 (janvier 2022).
Si vous disposez d'ouvrages ou d'articles de référence ou si vous connaissez des sites web de qualité traitant du thème abordé ici, merci de compléter l'article en donnant les références utiles à sa vérifiabilité et en les liant à la section « Notes et références ».
Animal Armageddon est une mini-série documentaire d'origine américaine diffusée sur France 5 de janvier à mars 2010. Elle traite des grandes extinctions des espèces.

## Diffusion
- En France, en première diffusion, tous les samedis après-midi, du 23 janvier 2010 au 13 mars 2010, sur France 5.
- Aux États-Unis, du 12 février 2009 au 24 septembre 2009, sur Animal Planet.

## Épisodes
La liste des 8 épisodes ci-dessous reprend l'ordre chronologique des événements traités, ordre respecté par France 5.
- La Menace invisible (Death Rays), traitant de l'extinction Ordovicien-Silurien.
- La Terre en enfer (Hell on Earth), traitant de l'extinction du Dévonien.
- La Terre embrasée (The Great Dying), traitant de l'extinction Permien-Trias.
- Triasique parc (Strangled), traitant de l'extinction du Trias-Jurassique.
- La Terreur des dinosaures (Doomsday), traitant de l'extinction Crétacé-Tertiaire.
- L'Apocalypse des dinosaures (Panic in the Sky), traitant de l'extinction Crétacé-Tertiaire.
- Le Feu et la Glace (Fire and Ice), traitant de la catastrophe de Toba.
- La Prochaine Extinction (The Next Extinction), traitant des risques futurs sur la vie terrestre après une nouvelle catastrophe de type KT.